# Пошасолынгъюган
Пошасолынгъюган (Аркаяха) (устар. Арка-Яга) — река в Ханты-Мансийском АО России. Устье реки находится в 119 км по левому берегу реки Мевтынглемынг. Длина реки составляет 12 км.

## Данные водного реестра
По данным государственного водного реестра России относится к Верхнеобскому бассейновому округу, водохозяйственный участок реки — Обь от города Нефтеюганск до впадения реки Иртыш, речной подбассейн реки — Обь ниже Ваха до впадения Иртыша. Речной бассейн реки — (Верхняя) Обь до впадения Иртыша.